# Discriminant
En àlgebra, el discriminant d'un polinomi amb coeficients reals o complexos és una expressió dels coeficients del polinomi. Aquesta expressió dona zero si i només si el polinomi té arrels múltiples en el cos dels nombres complexos. Per exemple el discriminant del polinomi de segon grau
{\displaystyle ax^{2}+bx+c}     és     {\displaystyle b^{2}-4ac}.
El discriminant d'un polinomi de tercer grau
{\displaystyle ax^{3}+bx^{2}+cx+d}     és     {\displaystyle b^{2}c^{2}-4ac^{3}-4b^{3}d-27a^{2}d^{2}+18abcd}.
Aquest concepte també s'aplica si el polinomi té coeficients en un cos que no sigui subconjunt dels nombres complexos. En aquest cas el discriminant s'anul·la si i només si el polinomi té arrels múltiples en el corresponent cos de descomposició. El discriminant ve donat per 
{\displaystyle a_{n}^{2n-2}\prod _{i<j}{(r_{i}-r_{j})^{2}}}
on {\displaystyle a_{n}}
és el coeficient principal i {\displaystyle r_{1},...,r_{n}} són arrels (tenint en compte la multiplicitat) del polinomi en algun cos de descomposició.
El concepte de discriminant s'ha generalitzat a altres estructures algebraiques més enllà dels polinomis, incloent còniques, formes quadràtiques, i camps de nombres algebraics. Els discriminants en la teoria de nombres algebraics estan relacionats i contenen informació sobre la ramificació. De fet, els altres tipus geomètrics de ramificació també estan relacionats amb tipus més abstractes de discriminant, fent de la idea de discriminant una idea algebraica central en moltes aplicacions.

## Fórmula del discriminant
- El polinomi de segon grau {\displaystyle ax^{2}+bx+c} té per discriminant

{\displaystyle D=b^{2}-4ac;}
- El polinomi de tercer grau {\displaystyle ax^{3}+bx^{2}+cx+d} té per discriminant

{\displaystyle \Delta =b^{2}c^{2}-4ac^{3}-4b^{3}d-27a^{2}d^{2}+18abcd.}

Polinomis més senzills tenen expressions més senzilles per als seus discriminants. Per exemple, 
- el polinomi de segon grau mònic {\displaystyle x^{2}+bx+c} té per discriminant

{\displaystyle D=b^{2}-4c;}
- el polinomi de tercer grau mònic {\displaystyle x^{3}+bx^{2}+cx+d} té per discriminant

{\displaystyle \Delta =b^{2}c^{2}-4c^{3}-4b^{3}d-27d^{2}+18bcd;}
- el polinomi de tercer grau sense terme quadràtic {\displaystyle x^{3}+px+q} té per discriminant

{\displaystyle \Delta =-4p^{3}-27q^{2}.}

## El discriminant a la fórmula de l'equació de segon grau
El polinomi de segon grau P(x) = ax² + bx + c té per discriminant D = b² − 4ac, que és l'expressió que surt davall el símbol de l'arrel quadrada en la fórmula de l'equació de segon grau. Pel cas que a, b, c, siguin nombres real es té: 
- Quan D > 0, P(x) té dues arrels reals diferents {\displaystyle x_{1,2}={\frac {-b\pm {\sqrt {b^{2}-4ac}}}{2a}}}, i la seva gràfica talla l'eix x dos cops.
- Quan D = 0, P(x) té una arrel real doble {\displaystyle x_{1}=x_{2}=-{\frac {b}{2a}}}, i la seva gràfica és tangent a l'eix x.
- Quan D < 0, P(x) no té arrels reals, i la seva gràfica es manté sempre damunt o davall de l'eix x.

## Discriminant d'un polinomi
El discriminant d'un polinomi general
{\displaystyle p(x)=a_{n}x^{n}+a_{n-1}x^{n-1}+a_{n-2}x^{n-2}+\ldots +a_{1}x+a_{0}}
S'obté multiplicant per un factor el determinant de la matriu de (2n − 1)×(2n − 1) (vegeu matriu de Sylvester) 
{\displaystyle \left({\begin{matrix}&a_{n}&a_{n-1}&a_{n-2}&\ldots &a_{1}&a_{0}&0\ldots &\ldots &0\\&0&a_{n}&a_{n-1}&a_{n-2}&\ldots &a_{1}&a_{0}&0\ldots &0\\&\vdots \ &&&&&&&&\vdots \\&0&0&\ldots \ &0&a_{n}&a_{n-1}&a_{n-2}&\ldots &a_{0}\\&na_{n}&(n-1)a_{n-1}&(n-2)a_{n-2}&\ldots \ &1a_{1}&0&\ldots &\ldots &0\\&0&na_{n}&(n-1)a_{n-1}&(n-2)a_{n-2}&\ldots \ &1a_{1}&0&\ldots &0\\&\vdots \ &&&&&&&&\vdots \\&0&0&\ldots &0&0&na_{n}&(n-1)a_{n-1}&\ldots \ &1a_{1}\\\end{matrix}}\right).}
El determinant d'aquesta matriu es coneix com el resultant de {\displaystyle p(x)} i {\displaystyle p'(x)}, i s'escriu {\displaystyle R(p,p')}. El discriminant {\displaystyle D(p)} de {\displaystyle p(x)} ve donat per la fórmula
{\displaystyle D(p)=(-1)^{{\frac {1}{2}}n(n-1)}{\frac {1}{a_{n}}}R(p,p')\,}.
Per exemple, pel cas de n = 4, el determinant de dalt és 
{\displaystyle {\begin{vmatrix}&a_{4}&a_{3}&a_{2}&a_{1}&a_{0}&0&0\\&0&a_{4}&a_{3}&a_{2}&a_{1}&a_{0}&0\\&0&0&a_{4}&a_{3}&a_{2}&a_{1}&a_{0}\\&4a_{4}&3a_{3}&2a_{2}&1a_{1}&0&0&0\\&0&4a_{4}&3a_{3}&2a_{2}&1a_{1}&0&0\\&0&0&4a_{4}&3a_{3}&2a_{2}&1a_{1}&0\\&0&0&0&4a_{4}&3a_{3}&2a_{2}&1a_{1}\\\end{vmatrix}}}
Per tant, el discriminant del polinomi de quart grau s'obté dividint aquest determinant per {\displaystyle a_{4}}.
Una expressió equivalent del discriminant és
{\displaystyle a_{n}^{2n-2}\prod _{i<j}{(r_{i}-r_{j})^{2}}}
on r1, ..., rn són les arrels complexes (comptant la seva multiplicitat) del polinomi p(x):
{\displaystyle {\begin{matrix}p(x)&=&a_{n}x^{n}+a_{n-1}x^{n-1}+\ldots +a_{1}x+a_{0}\\&=&a_{n}(x-r_{1})(x-r_{2})\ldots (x-r_{n})\end{matrix}}}
Aquesta segona expressió deixa clar que, p té una arrel múltiple si i només si el seu discriminant és zero. (Aquesta arrel múltiple pot ser complexa.)
El discriminant es pot definir per a polinomis sobre un cos qualsevol de forma anàloga. La fórmula de les diferències de les arrels ri es manté vàlida; les arrels s'han de prendre en algun cos de descomposició del polinomi.

## Discriminant d'una secció cònica
Per a una secció cònica definida pel polinomi real:
ax² + bxy + cy² + dx + ey + f= 0,
El discriminant és igual a
b² − 4ac,
I determina la forma geomètrica de la secció cònica. Si el discriminant és més petit que 0, l'equació és una el·lipse o un cercle. Si el discriminant és igual a 0, l'equació és la d'una paràbola. Si el discriminant és més gran que 0, l'equació és la d'una hipèrbola. Aquesta fórmula no funciona pels casos degenerats (quan el polinomi es pot descompondre en factors).

## Discriminant d'una forma quadràtica
Hi ha una generalització per a formes quadràtiques Q sobre qualsevol cos K de característica ≠ 2. Aquestes formes es poden escriure com a suma de termes 
aiLi²
On les Li són formes lineals i 1 ≤ i ≤ n on n és el nombre de variables. Llavors el discriminant és el producte de les ai, agafades a K/K².